# 王福東
王福東（1956年8月31日—），臺灣澎湖人，是一位藝術研究學者、藝術家。曾經擔任臺灣《雄獅美術》月刊、美洲《大地雜誌》月刊、南藝大《藝術觀點》季刊、臺北《大趨勢》季刊等藝術雜誌主編與總編等職。作為一個藝術家，王福東除了曾經舉辦過20餘次個展之外，也在1982年獲得「師大新詩獎」第一名；以及1983年獲得「第六屆時報文學獎」的新詩評審獎。
2022年1月自國立台南藝術大學屆齡退休後，重返僑居地南加州庫卡蒙格牧場Rancho Cucamonga定居。 

## 生平

### 求學生涯（1963-1982）
王福東幼時成長於澎湖縣白沙鄉員貝嶼。1969年畢業於澎湖縣立白沙鄉員貝國民小學，1972年畢業於澎湖縣立白沙國民中學。16歲到高雄就讀於臺灣省立岡山高級中學，經由「高雄學苑」接觸到藝文環境後，決定成為藝術家。
1978年，王考進臺灣師大美術系，積極參與詩壇與畫壇活動，曾與詩友草創《海韻》詩季刊，首次發表詩評〈這樣的詩人李敖〉，後被李敖收入《李敖全集‧第6卷》(四季出版)；也經常進出三重埔的一家「地下印刷廠」，盜印30年代《樹人小說選》等禁書。1982年從國立臺灣師範大學美術系畢業。

### 移民美國（1982-1990）
1982年12月，王福東移民美國洛杉磯，次年8月乘坐「灰狗巴士」轉進紐約，開始以地鐵(Subway)、唐人街(Chinatown)、中央車站(Grand Central Terminal)為夜宿地點，四處流竄為家長達2個月之久，浪旅生涯寫了一首長詩〈旅人之歌〉投回臺灣，獲得「第六屆中國時報文學獎」，因而得以進入《美洲中時》擔任編輯，近距離接觸到「江南事件」、「1984年洛杉磯奧運」與《美洲中時》停刊的「震撼教育」。
1985年1月，王福東首次回臺改組「當代畫會」成立「第三波畫會」，主辦多場「我們只有一個地球／關心我們的家園」環保展演，獲《中國時報》、《民生報》等媒體全版彩色報導。同年6月與劉淑珍結婚後再度赴美，在紐約僑社《紐約日報》擔任副刊主編，參加由唐德剛、夏志清等人成立的「紐約文藝協會」，接待過30年代作家蕭軍與中國國家副主席王震等人。
1987年，遷移到西岸洛杉磯逐水草而居，先後在《太平洋時報》、《大地雜誌》擔任副刊編輯與總編等職，知遇卜大中、黃哲陽、林衡哲、詹啓賢...等先進，並受林衡哲委託繪製蔣渭水油畫人像，目前收藏於財團法人蔣渭水文化基金會。在沒有「偏執政治信仰」的情況下，王福東在海外8年的生活經驗當中，前後擔任過《中國時報》(國民黨)、《紐約日報》(共產黨)、《太平洋時報》(民進黨)這三大報的編輯工作，初略了解到中國人與台灣人之間的政治現實與困境。之後，1988年重返校園，進入「東密西根州立大學」研究所主修Studio Art，1990年12月，取得美國東密西根大學藝術研究所碩士學位。

### 重返臺灣（1991-1997）
1991年1月，王福東應臺灣《雄獅美術》發行人李賢文之邀回到臺灣擔任主編，策劃【展望臺灣新本土藝術】專輯，動員了數十位海內外藝術工作者在紐約、巴黎、洛杉磯、臺北、臺中、高雄等地，分六區舉辦「臺灣新本土藝術座談會」，成為當時〈翻攪臺灣美術的黑旋風〉(倪再沁／撰文)。掀起「新本土藝術論戰」的同時，也主導了劉國松VS林惺嶽的筆戰；甚至一度因「刊登毀謗性文章」〈臺灣販賣，外國享受〉(蕭銘堂／撰文)被陳輝東告進法院，多次出庭之後和解收場。
1992年2月，王被臺中臻品藝術中心聘為藝術總監，首次在臺灣藝術生態環境建立起當代藝術家的經紀(代理)制度，〈將臺灣當代藝術帶進場〉(李維菁／撰文)。也是首開臺灣當代藝術家「進出國際」的風氣之先，參加「1993年日本東京國際藝術大展(TIAS)」；以及「1993年美國芝加哥國際藝術大展(ART EXPORT)」。

### 學術研究（1998-）
1998年8月，應國立臺南藝術大學漢寶德校長之聘專任教職，負責該校《藝術觀點》雜誌的創刊；次年也在臺北創辦《大趨勢》藝術雜誌。長期擔任南藝大專任副教授與臺師大兼任副教授。教學之餘，王福東展演論述不斷，主要論文有〈臺灣近代美術團體活動年譜〉（北美館1995,《現代美術》第64期）、〈素描概論〉（國美館1996,《臺灣美術》第9卷第1期）。不定期發表評論文章，先後出版《結局》、《蘇活冥想曲》、《煮字集》、《臺灣新生代美術巡禮》、《進畫論》...等20餘冊。
2004年，針對視覺藝術類研究生畢業後，大量以「精緻美術」為主要的創作形式；以及，同樣也是自視覺藝術研究所畢業的藝術創作群，以「在野、生猛」的藝術動能為主的「臺灣壁畫隊」，將這些視象整理成臺灣「新前衛」( Neo-avant-garde)，發刊在《藝術觀點》雜誌第38、39期的【新前衛--學院繪畫新浪潮】專輯。
2010年，王福東接受國史館「口述歷史」訪談：［為新世代發聲］專文，並由國史館出版《獅吼》（陳曼華／編著）。同一年開始在臉書發表【臺灣現當代藝術風神榜‧進畫論】系列，陸續結集出版有《大寫藝》(2014年，策馬入林出版)、《進畫論-首部曲》(2017年，大苑初版)。
2018年6月起，因顧及【臺灣現當代藝術風神榜‧進畫論】整體系列的出版風格，在「財團法人文學臺灣基金會」的策劃下，由「春暉出版社」接續【臺灣現當代藝術風神榜‧進畫論】的後續出版。已經於2018年10月完成《進畫論‧首部曲》(春暉再版)、2019年3月《進畫論‧二部曲》、2019年9月《進畫論-三部曲》、2020年3月《進畫論-四部曲》、2020年9月《進畫論-五部曲》；以及2021年5月《進畫論-六部曲》的出版,計劃將出版到《進畫論‧十二部曲》。每一冊單行本分別各推介32位「現當代藝術家」，計劃總共【寫好寫滿】12冊。

### 專長領域
臺灣美術史、當代藝術批評、公共藝術、油畫創作、木雕藝術、陶瓷藝術等，先後舉辦個展20餘次，聯展不計其數。

## 主要策展大概
- 2008 印象畫廊「帝國大反擊」三部曲 主題展，臺北
- 2003 大趨勢藝術空間「尋找臺灣美術生命力--材料與創作研究展」，臺北
- 2002 大趨勢藝術空間「90年代臺灣類古典繪畫特展」，臺北
- 2001 大趨勢藝術空間「大趨勢-航向新世紀」開幕展，臺北
- 1999 苗栗縣立文化中心「假面藝術節-國際面具大展」（臺灣地區），苗栗
- 1999 巴魯巴藝文中心「新臺灣觀點」群展，臺南
- 1995 省立美術館「臺灣美術的思辨與論證」群展，臺中
- 1994 飛元藝術中心「閱讀臺灣美術的10種方法」群展，臺北
- 1994 玄門藝術中心「閱讀臺灣美術的都會性格」群展，臺北
- 1993 臻品藝術中心「年年有餘」群展，臺中
- 1993 印象藝術中心「臺灣美術的思辨與論證」群展，臺北
- 1993 臻品藝術中心「新生代的崛起」群展，臺中
- 1993 飛元藝術中心「四種向度」群展，臺北
- 1985 百家畫廊第三波畫會「污染-關心我們的家園」群展，臺北

## 作品收藏場館
- 國立臺灣美術館
- 臺北市立美術館
- 嘉義市立美術館
- 麻豆糖廠 臺南市立總爺藝文中心
- 鳳甲美術館 （页面存档备份，存于）
- 文化部藝術銀行
- 財團法人文學臺灣基金會，高雄，臺灣
- 財團法人蔣渭水文化基金會，臺北，臺灣
- 北美洲臺灣文學研究會，洛杉磯，美國
- 北美洲臺灣人醫師協會基金會，洛杉磯，美國
- 臺美兩地多家私人畫廊、藏家…等

## 文藝獎項獲得一覽
- 2017 獲「臺南新藝獎」(繪畫)
- 1990 獲美國密西根州「視覺媒材創作獎」(油畫)
- 1983 獲第六屆時報文學獎(新詩)
- 1982 獲師大新詩獎第一名(新詩)
- 1980 獲第五屆雄獅美術新人獎優選(水彩)
- 1980 獲「全國油畫展」佳作(油畫)
- 1980 獲「師大美展」佳作多次(油畫、水彩)

## 期刊論文一覽
1. 〈臺灣近代美術團體活動年譜(上)〉1995,《現代美術》第62期，臺北市立美術館出版
2. 〈臺灣近代美術團體活動年譜(下)〉1995,《現代美術》第64期，臺北市立美術館出版
3. 〈素描概論〉1996,《臺灣美術》第9卷第1期，國立臺灣美術館(原臺灣省立美術館)出版
4. 1982~2009年間於《美洲中國時報》、《美洲大地雜誌》、《美洲太平洋時報》、《雄獅美術》、《藝術觀點》、《大趨勢》等雜誌，不定期發表有關藝術環境發展與評論文章，先後結集出版成《蘇活冥想曲》、《煮字集---作為一個臺灣畫家》、《臺灣新生代美術巡禮》、《親愛的新前衛---進畫論》。
5. 2010年接受國史館「口述歷史」訪談：［為新世代發聲］專文，並由國史館出版《獅吼》（陳曼華／編著）。同一年開始在臉書發表【臺灣現、當代藝術風神榜】系列，陸續出版《大寫藝》、《進畫論》等著作。

## 外部連結
- 非池中藝術網–藝術新聞 （页面存档备份，存于）
- 伊通公園 IYPARK （页面存档备份，存于）
- 凡亞藝術空間 （页面存档备份，存于）
- 國立海洋大學-卓越大師講座-王福東
- 高雄市政府-文化局-王福東 （页面存档备份，存于）
- 新苑藝術-王福東 （页面存档备份，存于）
- 國立臺南藝術大學-王福東 （页面存档备份，存于）
- 臺灣文學館-臺灣作家作品目錄-王福東 （页面存档备份，存于）
- 新思惟人文空間-藝術家-王福東 （页面存档备份，存于）
- 國家圖書館-臺灣記憶-王福東 （页面存档备份，存于）
- 王福東的Facebook專頁

1. ↑  http://www.itpark.com.tw/artist/essays_data/440/1759/-1倪再沁撰文-王福東-翻攪台灣美術的黑旋風-1992年7月號雄獅美術月刊
2. ↑  http://www.itpark.com.tw/people/essays_data/119/1755李維菁撰文-王福東-將台灣當代藝術帶進場-2004年10月號藝術家雜誌
3. ↑  https://aofa.tw/?p=456陳曼華撰文-王福東-為新世代發聲-《獅吼-雄獅美術發展史口述訪談》-2010年12月國史館出版
4. ↑  https://prize.turnnewsapp.com/%e6%96%87%e5%ad%b8%e7%8d%8e%e5%9b%9e%e9%a1%a7/%e6%ad%b7%e5%b1%86%e5%be%97%e7%8d%8e%e5%90%8d%e5%96%ae/398/